# 塩流神社
塩流神社（えんりゅうじんじゃ）は、宮城県仙台市青葉区熊ヶ根にある神社である。江戸時代には熊ヶ根村の鎮守で、明治時代に村社になった。正式には「鹽流神社」と表記する。

## 地理
熊ヶ根の町の北にある赤沢山の中腹にある。南向きの鳥居は山の麓にあり、そこを通り抜けて石で固められた階段を上る。上り詰めた先の平坦面の入り口に実用本位の簡素な長床がある。長床を通り抜けて、平坦面の奥が本殿である。右に離れて鐘楼堂がある。

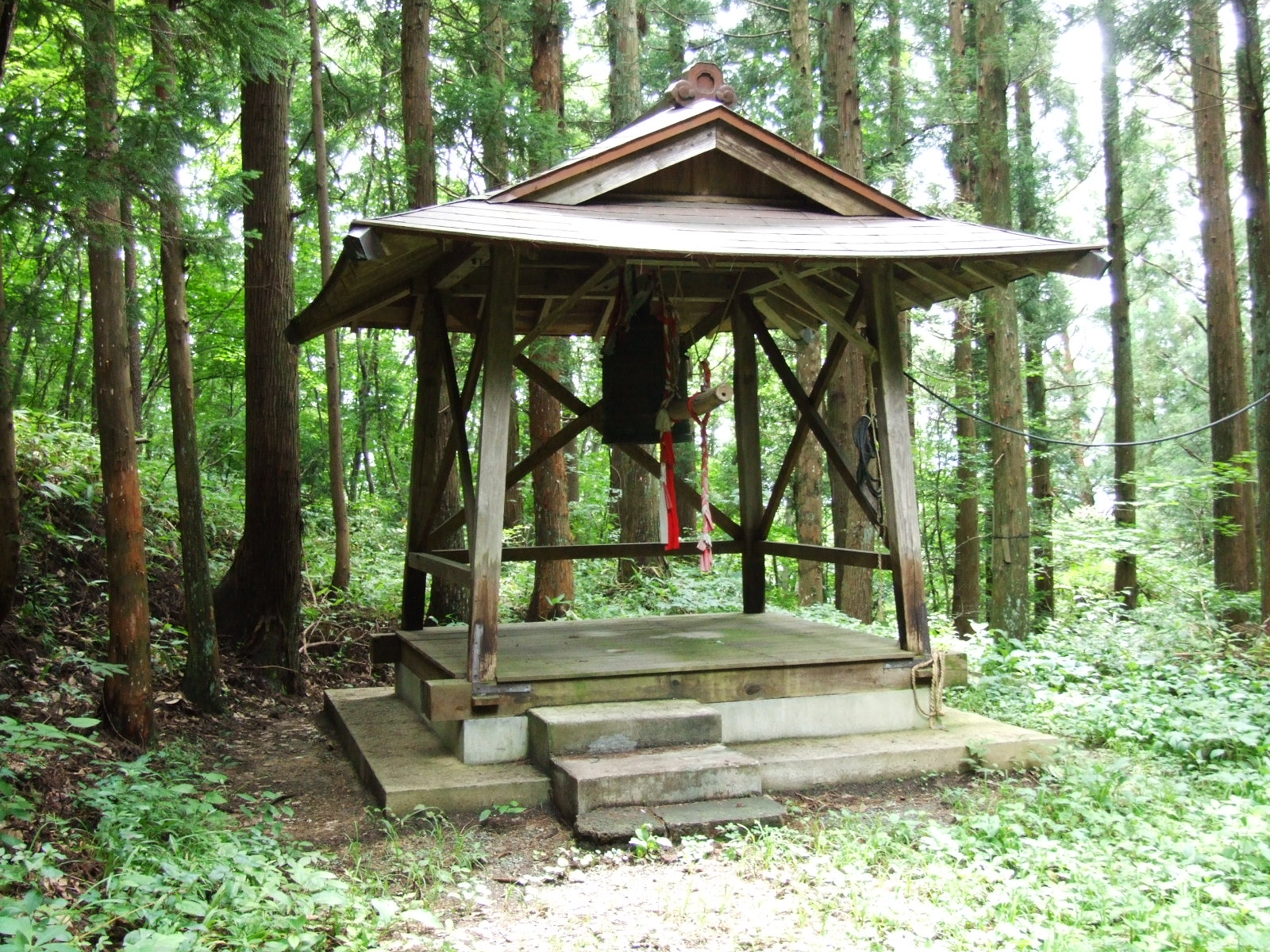
鐘楼堂（写真はいずれも2006年7月）
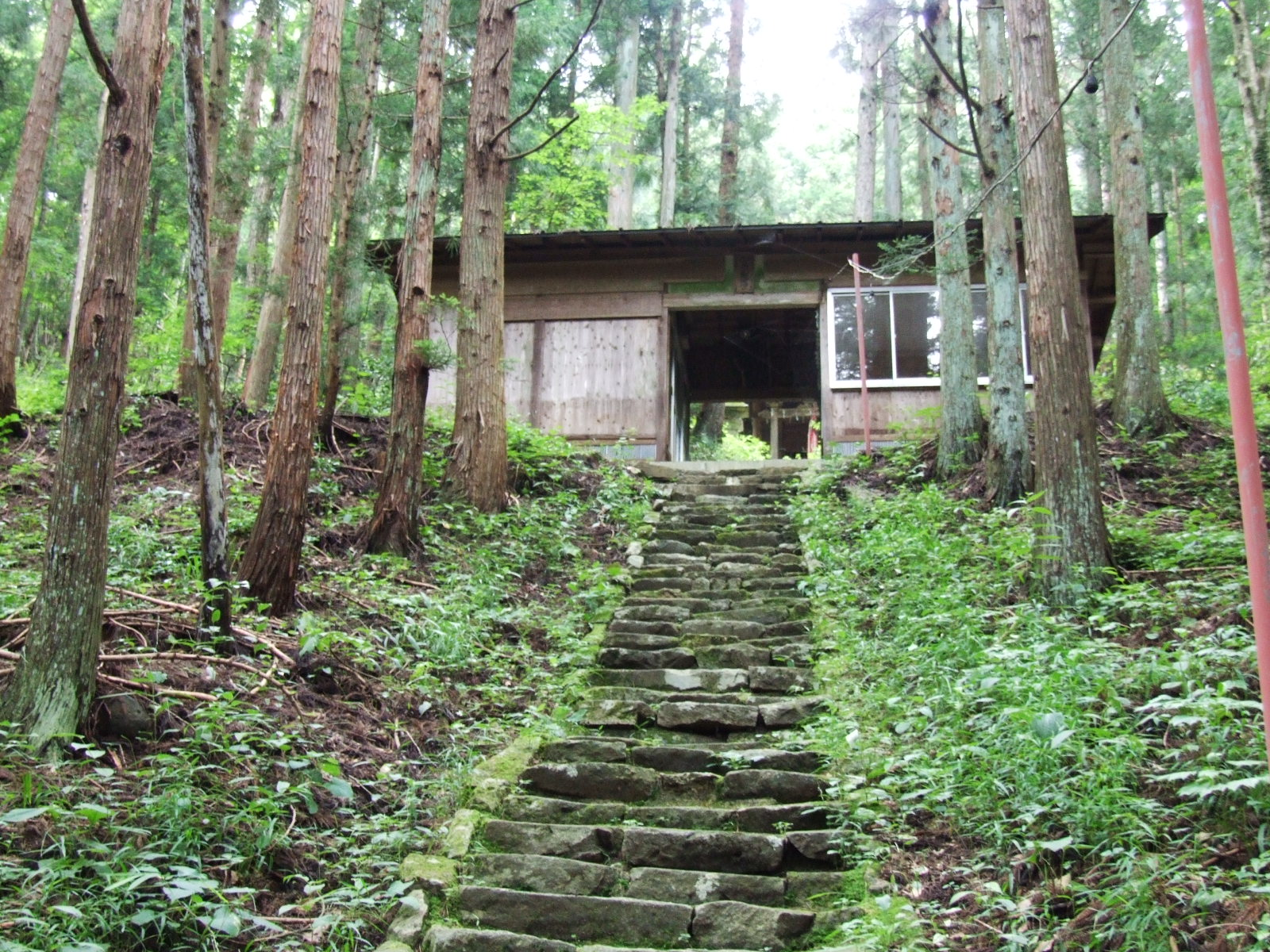
石段と長床
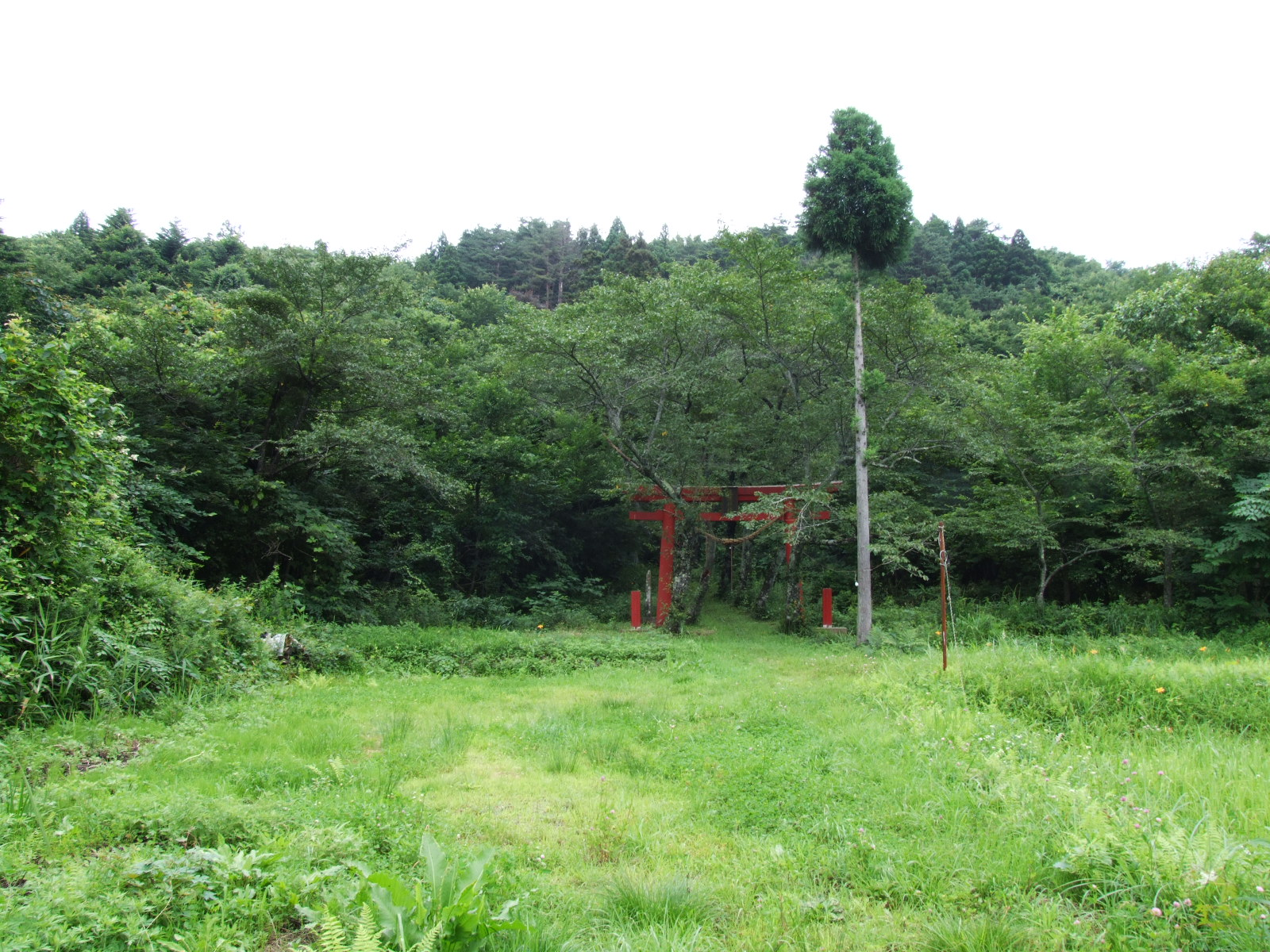
鳥居

## 歴史
創建は江戸時代以前で、中世にさかのぼる可能性があるがはっきりしていない。江戸時代の安永3年（1774年）頃に作られた『安永風土記書出』には、熊ヶ根村の村鎮守として「塩流山明神社」があり、今の塩流神社にあたる。その伝えでは、塩流神社の神は塩竈明神（鹽竈神社の神の意）の姉だという。社は南向きで四尺、鳥居も南向き、長床も南向きでたて5間、横1間半あった。塩流山和光院という修験寺が別当であった。
明治時代はじめの神仏分離令により、塩流山神社に対する和光院の別当は解消になった。和光院はそのまま衰微して廃寺になった。塩流山神社は1875年（明治8年）7月10日に村社になった。熊ヶ根村が町村制の施行で広瀬村の一部になってから、1919年（明治22年）5月23日に廃止され、上愛子にある諏訪神社に合祀された。これは内務省の神社合祀政策によるもので、広瀬村の神社を一本化しようとしたものである。しかしこの後も塩流神社に対する祭祀は途切れず今に続いた。
神社は明治35年（1932年）旧暦3月10日に火災にあい、3年後の6月28日に新しく建て直された。この社殿は1954年（昭和29年）に焼失し、以後仮宮に移された。1975年（昭和50年）4月に、本殿、長床、鐘楼堂、鳥居が再建された。